# Encyclopedia of Philosophy

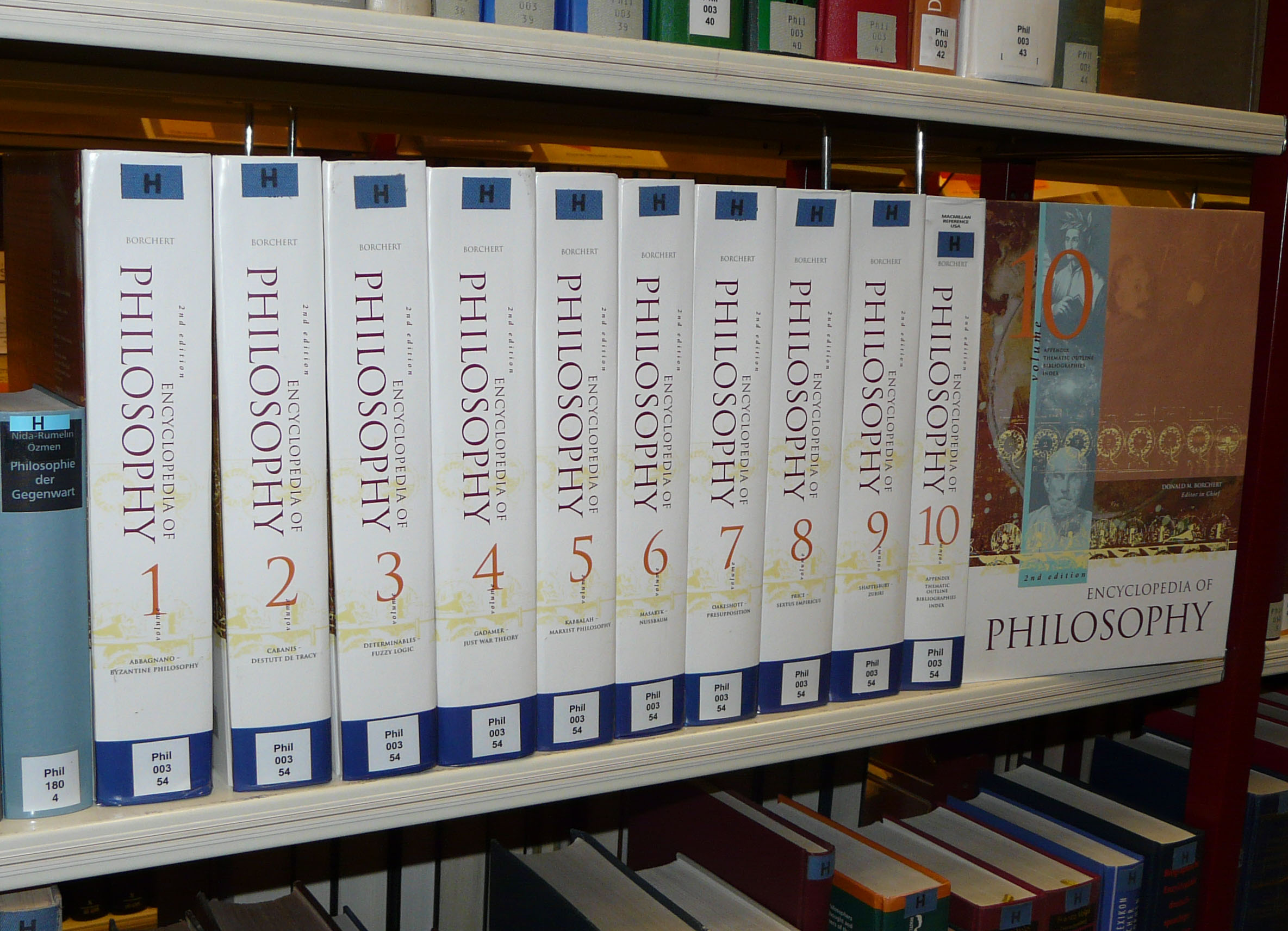
Encyclopedia of Philosophy, segunda edición.

La Encyclopedia of Philosophy (‘enciclopedia de filosofía’) ―publicada en 1967― es una de las tres grandes enciclopedias inglesas sobre filosofía (las otras dos la Routledge Encyclopedia of Philosophy y la Stanford Encyclopedia of Philosophy).
El filósofo austríaco Paul Edwards fue el redactor jefe de la Enciclopedia de filosofía de Macmillan, que se publicó en 1967. Con ocho volúmenes y cerca de 1500 entradas realizadas por más de 500 colaboradores, es una de las obras monumentales de la filosofía del siglo XX. Haciendo uso de su prerrogativa editorial, Edwards se aseguró de que hubiera abundantes entradas acerca del ateísmo, el materialismo y los temas relacionados (lo cual no es sorprendente teniendo en cuenta que dichos temas eran de interés para los filósofos modernos). Él siempre se mantuvo «un ferviente defensor de la claridad y el rigor en la argumentación filosófica». Cuando, después de cuatro décadas, la enciclopedia fue revisada por otros editores para una nueva edición, Edwards le confesó a Peter Singer que se sentía «angustiado porque las revisiones habían diluido el mensaje filosófico, y habían sido demasiado amables con respecto a una gran cantidad de pensamiento posmoderno».

## Historia de la publicación
La primera edición de la enciclopedia se realizó en ocho volúmenes, editados por el filósofo Paul Edwards, y la publicó la editorial Macmillan en 1967. Se reimprimió en cuatro volúmenes en 1972.
En 1996 se agregó un volumen «Supplement» (‘suplemento’) ―editado por Donald M. Borchert― a la reimpresión de la primera edición, que contiene artículos sobre la evolución de la filosofía desde 1967, sobre nuevos temas y actualizaciones de becas o nuevos artículos en los escritos acerca de la primera edición.
En 2006 la editorial Thomson Gale publicó una segunda edición, también editada por Borchert, en diez volúmenes. Los volúmenes 1 a 9 contienen artículos ordenados alfabéticamente, y el volumen 10 consta de:
- Apéndice (págs. 1-48), que contiene las actualizaciones y adiciones a los artículos en los volúmenes precedentes;
- Esquema temático de contenidos (págs. 49-66);
- Bibliografías (págs. 67-177);
- Índice (págs. 179 a 671).

El ISBN 0-02-865780-2 corresponde a la versión con tapa dura, y 0-02-866072-2 al libro electrónico.